# 여자 3000m 장애물경주 대한민국 기록 추이
여자 3000m 장애물경주 대한민국 기록 추이는 다음과 같다.
| # | 기록         | 차이     | 선수   | 소속                   | 날짜             | 대회명                | 장소                | 경기장          | 주석 및 기타 | 동영상 |
|   | 10분 24초 74 |          | 최경희 | 경기도 대표            | 2008년 10월 13일 | 제89회전국체육대회    | 대한민국 여수       | 여수망마경기장  |              |        |
|   | 10분 17초 63 | - 7.11초 | 신사흰 | 강원도 대표 (상지여고) | 2010. 10. 10     | 제91회 전국 체육 대회 | 대한민국 진주       | 진주 종합운동장 | *            |        |
|   | 10분 17초 31 | - 0.32초 | 조하림 | 청주시청               | 2018. 08. 27     | 제18회 아시아경기대회 | 인도네시아 자카르타 |                 | 9위          |        |

## 같이 보기
- 여자 3000m 장애물경주 세계 기록 추이
- 남자 3000m 장애물경주 대한민국 기록 추이
- 남자 3000m 장애물경주 세계 기록 추이